# شهرستان یینگشان (سیچوآن)
شهرستان یینگشان (به انگلیسی: Yingshan County) یک شهرستان در چین است که در نانچونگ واقع شده‌است.